# 旅遊規劃師
旅遊規劃師是一種觀光旅遊產業中的職業概念，其主要職責包括但不限於：為顧客度身訂造行程、策劃旅遊地點、安排機票住宿、安排當地導遊等。主要為選擇私人旅遊的顧客服務，不少私人旅行社也有需要雇用有經驗的旅遊規劃師。
旅遊規劃師被认为是随着旅游经济的发展，人们再不满足于常规的旅游线路，需要更多“私人订制”的产物。在專業素養上，他們可能需要涉獵旅遊規劃、城市規劃、建築設計、園林景觀、區域經濟和地理學等不同領域，並瞭解當前旅遊市場趨勢，精通各類旅遊規劃及不同地域之規範要求。
中华人民共和国的《策划师资格认证标准》中，按专业特征将策划师分为多个类别，旅游策划师是其中之一。但还没有注册旅游规划师执业资格制度。蒋晓东、孙莉等学者对这一制度的建立提出了构想。